# Aradi Zsolt
Aradi Zsolt (Zombor, 1908. április 29. – New York, 1963. április 22.) katolikus szellemű író, hírlapíró, műfordító, szerkesztő.

## Életpályája
Édesapja Aradi Árpád zsidó származású, később katolikus hitre áttért tanfelügyelő volt, édesanyja, Szalay Júlia tanítónő. Gyermeküket katolikus szellemben nevelték. Elemi iskolába Magyaróváron és Bécsben járt, gimnáziumi tanulmányait Trencsénben kezdte, majd Kaposváron fejezte be, ahol 1926-ban tett érettségi vizsgát.
Ezután Budapesten, a Pázmány Péter Tudományegyetem jogi karán tanult tovább. 1928 áprilisában egy felvidéki rokonlátogatás alkalmával a cseh hatóságok – kémkedés hamis vádjával – letartóztatták. 1929 januárjában szabadult amnesztiával egybekötött fogolycserével. A jogi doktorátusát 1931-ben szerezte meg. Jogi gyakorlatot azonban később nem folytatott.
Már egyetemistaként az írói munka mellett kötelezte el magát. 1929-től a Nemzeti Újság munkatársa, majd 1931-35-ben a Korunk Szava szerkesztője. 1935-ben egyik alapítója és kiadója a katolikus reformmozgalom szellemét képviselő Vigilia folyóiratnak. Ugyancsak társalapítója, majd rövid ideig társszerkesztője volt az Új Kor folyóiratnak is.  – Közben, egyéb feladatai mellett, 1933-ban főszerkesztője volt a Gödöllőn megrendezett cserkész-világtalálkozó 5 nyelven 24 oldalon megjelenő napilapjának; 1936-tól pedig az 1938-ban megrendezésre kerülő Eucharisztikus világkongresszus előkészítő irodája nemzetközi sajtóosztályának a vezetésével is megbízták.
Saját írói és publicisztikai munkája mellett jelentős műfordítói és irodalom-szervezői tevékenységet is folytatott, az utóbbit főként a katolikus írókat és újságírókat tömörítő Pázmány Péter Irodalmi Társaság keretén belül.
A negyvenes évek elején származása miatt itthon beszűkültek a publikálási lehetőségei. A Kállay-kormány alatt 1941 júniusától a milánói magyar főkonzulátus sajtóelőadója, majd sajtóattaséja volt. 1941. október 31-én III. Viktor Emanuel király az olasz koronarend lovagkeresztjével tüntette ki az olasz-magyar kapcsolatok elmélyítése terén szerzett érdemei elismeréséül. 1943 júniusától ugyancsak sajtóattasé-posztot töltött be Rómában, a vatikáni magyar nagykövetségen. 1944. július elején részt vett a római Szabad Magyarok Szövetségének (amerikai titkosszolgálati forrásokban: Committee of Free Hungarians in Rome) létrehozásában.  E társaság egyik célja az volt, hogy felvegye a kapcsolatot a szövetségesekkel, és segítse Magyarország felszabadítását a nyilas és német uralom alól.
1944 nyarán szervezte be Aradit munkatársnak az amerikai hadsereg Közép-Európai Titkosszolgálat (SICE) nevű szervezete. 1945-től az OSS (Office of Strategic Services) alkalmazásában főként Ausztriában segítette az amerikaiak hírszerző tevékenységét, de gyakran megfordult Német- és Olaszországban is. 1948-tól a Német Szövetségi Köztársaságban, majd főként az Egyesült Államokban élt és működött, ahol az Amerika Hangja rádióállomás munkatársa lett. Írásai megjelentek számos emigráns sajtótermékben: a Katolikus Szemlében, Életben, Irodalmi Újságban, Kanadai Magyar Újságban. Az emigrációban töltött évek alatt számos könyve jelent meg idegen nyelveken.
New Yorkban hunyt el, életének 55. évében. Hamvait a millbrook-i Szent József Katolikus Temető őrzi, ahol egy egyszerű sírkő emlékezik meg róla.

## Önálló művei
- Az európai forradalom. Budapest, Pázmány Péter Irod. Társ., 1934
- Öt éjszaka. Budapest, Vigilia, 1936
- Az ég a rács mögött. Budapest, Magyar Katolikus Írók könyvei, 1939
- A játékos fia. Budapest, Magyar Katolikus Írók, 1940
- Cardinal Mindszenty speaks: autorized white book. Longmans, Green and Co., 1949
- Communist war on religion. New York, The Devin-Adair Company, 1951 (Gary Maceoin neve alatt jelent meg, a valódi szerzője Aradi Zsolt)
- Der Kampf des Kommunismus gegen die Religion. Aschaffenburg, Pattloch, 1952 (Gary Maceoin neve alatt jelent meg, a valódi szerzője Aradi Zsolt)
- Shrines to Our Lady around the world. New York, Farrar, Straus and Young, 1954
- The book of miracles. New York, Farrar, Straus; 1956
- El libro de los milagros. México, Grijelmo, 1958
- Pius XI. The pope and the man. Garden City, N.Y., Hanover House, 1958
- Wunder, Visionen und Magie.  Salzburg. Otto Müller Verlag, 1959
- I miracoli. Milano, Società editrice Vita e pensiero, 1961
- John XXIII.: pope of the Council. London, Burns & Oates, 1961
- The popes: the history of how they are chosen, elected and crowned. New York, Collier Books. 1962
- Der XXIII. Johannes: 1881-1958-1963; Werden und Wirken des Konzil-Papstes Angelo Roncalli. Freiburg, Herder-Buchgemeinde, 1963
- Understanding miracles: how to know if they are from God, the devil, or the imagination. Manchester, Sophia Institute Press, 2011